# Sphaerolaimus penicillus
Sphaerolaimus penicillus is een rondwormensoort uit de familie van de Sphaerolaimidae.